# Gère-Bélesten
Gère-Bélesten település Franciaországban, Pyrénées-Atlantiques megyében. Lakosainak száma 186 fő (2022. január 1.). Gère-Bélesten Aste-Béon, Aydius, Bielle és Laruns községekkel határos.

## Népesség
A település népességének változása:
| Lakosok száma | 207  | 206  | 205  | 190  | 186  | 183  | 179  | 182  | 186  |
|               | 2013 | 2015 | 2016 | 2017 | 2018 | 2019 | 2020 | 2021 | 2022 |